# 乔希·普莱斯
乔舒亚·刘易斯·普莱斯（1996年7月29日—）為美國男子籃球運動員，現效力於以色列籃球超級聯賽基利波加利爾夏普爾。

## 早年
普萊斯畢業自位於印第安纳州印第安納波利斯的肖特里奇高中，因為學業關係只在印第安納大學東分校打一年球，之後就讀常春藤社区技术学院和印第安納波利斯藝術學院（The Art Institute of Indianapolis）的期間同時在可口可乐公司兼職，2018年重拾籃球加入南印第安納大學。

## 職業生涯
2021年7月28日，埃欣根天然氣宣布簽下普萊斯。10月18日，埃欣根天然氣宣布已與普萊斯中止合約。10月22日，紐倫堡獵鷹宣布簽下普萊斯。2022年10月8日，普萊斯加入特魯維爾。2023年1月23日，阿爾斯特㺢㹢狓延攬普萊斯。7月10日，GTK格利維采簽下普萊斯。2024年6月14日，普萊斯加入米蘭達黑豹。10月25日，P. LEAGUE+高雄鋼鐵人宣布簽下普萊斯。12月31日，鋼鐵人宣布與普萊斯解除合約關係。2025年4月2日，普萊斯加入以色列籃球超級聯賽基利波加利爾夏普爾，起初欲加盟以色列國家籃球聯賽肖姆龍伊利澤。

## 外部連結
- 乔希·普莱斯在P. LEAGUE+官網
- 乔希·普莱斯在Basketball-Reference.com（國際）（英语）
- 乔希·普莱斯在Eurobasket.com（球員）（英语）
- 乔希·普莱斯在Proballers（英语）
- 乔希·普莱斯在RealGM（英语）
- 乔希·普莱斯在Flashscore（英语）